# El instinto
El instinto es una película independiente española de thriller de 2024, escrita y dirigida por Juan Albarracín en su ópera prima. Está protagonizada por Javier Pereira, Fernando Cayo y Eva Llorach. Se estrenó en el Festival de Abycine el 18 de octubre de 2024, y luego se estrenó en cines españoles el 16 de mayo de 2025, con distribución de Barton Films.

## Trama
Abel (Javier Pereira) es un arquitecto exitoso cuya carrera se ha visto truncada por su agorafobia y lleva tres años viviendo aislado en su casa de campo. Su expareja, Sonia (Eva Llorach), le informa que, si no consigue salir a la calle pronto, su carrera corre un grave peligro. Ante el fracaso de la terapia y desesperado por encontrar una cura a su agorafobia, se agarra a la que parece ser su única solución: someterse bajo las instrucciones de José (Fernando Cayo), un adiestrador de perros de caza, a un entrenamiento alternativo nunca antes usado en humanos.

## Reparto
- Javier Pereira como Abel
- Fernando Cayo como José
- Eva Llorach como Sonia

## Producción

### Desarrollo
El proyecto de El instinto nació en 2021, cuando el joven aspirante a cineasta Juan Albarracín tuvo que realizar su trabajo de fin de grado para la Universidad Carlos III de Madrid. El productor de cine de guerrilla Dany Campos, responsable de Pópulos Films y que había producido los primeros cortometrajes de Albarracín con la escuela de actores ACT Madrid, le sugirió escribir un largometraje que pudieran rodar con pocos recursos. Esto le dio la idea de escribir ese guion y presentarlo como TFG, con una línea de investigación sólida detrás y que pudiera filmar una vez terminada la carrera. A partir de ahí, decidió realizar un thriller en una sola localización, donde el personaje sufriera agorafobia, algo que conectaba con la ansiedad que Albarracín sintió durante los meses posteriores a la pandemia del coronavirus.
Inicialmente, la película fue concebida por Campos y Albarracín como un largometraje muy pequeño, de entre 40.000 o 50.000 euros de presupuesto, hasta que Juan Poveda de la productora murciana Twin Freaks Studio entró al proyecto. Después de analizar las posibilidades comerciales del guion, Poveda sugirió aumentar el presupuesto a los 600.000 euros para convertirlo en una película más industrial. Originalmente, la cinta iba a estar protagonizada por Roberto Álamo y un amigo de Albarracín, Xabier Fonseca, actor gallego desconocido por aquel entonces. Finalmente, los productores decidieron prescindir de Fonseca y darle su papel a un actor conocido para mejorar sus posibilidades de financiación. El papel de Fonseca fue otorgado a Javier Pereira, quien entró en el proyecto nada más leer el guion y añadió una dimensión distinta y más oscura al protagonista. Después de que Álamo saliera del proyecto por problemas de fechas, Fernando Cayo fue elegido para reemplazarle en 2022. Eva Llorach fue contratada para cerrar el trío de actores protagonista tan sólo dos meses antes del inicio del rodaje, tras ver un corto puramente de actores que Albarracín rodó con 2.000 euros de presupuesto.
Ante la incapacidad de encontrar más financiación, los productores finalmente decidieron reducir el presupuesto de 600.000 euros a 300.000, de los cuales 100.000 provinieron de una ayuda de la Región de Murcia que obtuvo una tercera productora murciana, Horizon Media, en 2021. Un año después, en 2022, Trilita Films entró al proyecto y cerró la coproducción.  Cuando el rodaje finalmente arrancó, los productores lanzaron una campaña de micromecenazgo para el proyecto en Verkami, la cual recaudó 16.975 euros de 242 mecenas. El presupuesto final de la película se cerró, gracias a otros inversores y la entrada de pequeñas ayudas públicas, cerca de los 400.000 euros.

### Rodaje
En mayo de 2023, se anunció que El instinto comenzaría su rodaje el día 8 de ese mismo mes, y tendría lugar hasta principios de junio. El rodaje tuvo lugar en las localizaciones murcianas de Bullas, Molina de Segura y La Hoya, además de en la playa La Galera en Águilas.

### Banda sonora
La música original de El instinto fue compuesta por Pablo Serrano, más conocido como PBSR. En octubre de 2024, se anunció que la canción «Los perros» de la banda de rock alternativo murciana Arde Bogotá formaría parte de la banda sonora de la película, apareciendo en los créditos.

## Lanzamiento y marketing
El 14 de septiembre de 2024, se anunció que El instinto tendría su estreno mundial en el Festival de Abycine el 18 de octubre de 2024. El 15 de marzo de 2025, Barton Films anunció que estrenaría la película en cines españoles el 16 de mayo de 2025.